# Ertuğrul Taşkıran
Mahmut Ertuğrul Taşkıran (Kadköy, 5 novembre 1989) è un calciatore turco, portiere dell'Alanyaspor.